# شهرستان ابوموسی
شهرستان ابوموسی یکی از شهرستان‌های استان هرمزگان ایران است. مرکز این شهرستان، شهر ابوموسی است.
این شهرستان در تاریخ ۹ مرداد ۱۳۶۱ از شهرستان قشم جدا شد و مستقل گردید.
شهرستان ابوموسی دارای شش جزیره ابوموسی، تنب بزرگ، تنب کوچک، سیری، فارور بزرگ و فارور کوچک است.

## پیشینه نام
پیشینه نام این منطقه به بوموسی که به معنای بو و رایحه سرسبزی یا بوم سُوْ که به معنای بوم سبز در گویش محلی است، بازمی‌گردد.
از دیگر نام‌های پیشین این منطقه می‌توان به بوموسی، باباموسی، بوموف و گپ سبزو اشاره کرد.

## تقسیمات کشوری
شهرستان ابوموسی دارای ۲ بخش، ۲ دهستان و ۲ شهر به شرح زیر است:

### شهرستان ابوموسی
| بخش   | مرکز بخش | جمعیت بخش ۱۳۹۵ | دهستان | مرکز دهستان | جمعیت دهستان ۱۳۹۵ | شهر      | جمعیت شهر ۱۳۹۵ |
| ----- | -------- | -------------- | ------ | ----------- | ----------------- | -------- | -------------- |
| مرکزی | ابوموسی  | ۶٬۲۵۴ نفر      | سیری   | سیری        | ۲٬۰۴۱ نفر         | ابوموسی  | ۴٬۲۱۳ نفر      |
| تنب   | تنب بزرگ | ۱٬۱۴۸ نفر      | تنب    | تنب بزرگ    | ۴۵۸ نفر           | تنب بزرگ | ۶۹۰ نفر        |

## جمعیت
بر پایه سرشماری عمومی نفوس و مسکن در سال ۱۳۹۵، جمعیت شهرستان ابوموسی برابر با ۷٬۴۰۲ نفر بوده‌است.